# Hering-Breuereffekten
Hering-Breuereffekten, även känd som Hering-Breuers reflex eller Hering-Breuerreflexen, är den reflex som kan iakttas då lungornas sträckreceptorer aktiveras, vilket sker vid överdriven inandning. Detta avbryter ytterligare inandning. Denna effekt är viktig framför allt hos små barn, på grund av deras stora tidalvolym i förhållande till deras lungkapacitet.